# Симфонія № 7 (Сібеліус)
Симфонія № 7 До мажор op. 105 — симфонія Яна Сібеліуса, завершена 1924 року. Вперше виконана 2 березня 1924 у Стокгольмі. Перший аудіозапис здійснив фінський диригент С. Кусевицький 1933 року. Симфонія написана в одній частині.